# European Table Tennis Union
Die European Table Tennis Union (ETTU) (Europäische Tischtennisvereinigung) wurde am 13. März 1957 gegründet. Sie hat die Aufgabe, Tischtennisturniere auf europäischer Ebene zu veranstalten. Der Sitz der ETTU ist Wasserbillig in Luxemburg.

## Veranstaltungen
- Europameisterschaften (seit 1958, alle zwei Jahre, seit 2008 jährlich)
- Europe Top-12/Top-16-Turniere (seit 1971, jährlich)
- Europa Jugend Top 12-Turniere (seit 1985, jährlich)
- Europaliga (1967–2006)
- European Masters Cup (EMC; 1991–1998, jährlich)
- European Ladies Team Cup (1994–2000, jährlich)
- European Nations Cup (ENC) (1991–1998, jährlich)
- Europapokal der Landesmeister (1961–2001, jährlich)
- European Champions League (seit 1999)
- ETTU Cup (hieß von 1965 bis 1984 Europäischer Messestädte-Pokal, danach bis 2005 ETTU Nancy Evans Cup)
- ETTU Europe Trophy (seit 2021)
- Europäische Jugend-Meisterschaften (seit 1965, jährlich)
- Europameisterschaft der Senioren (European Veterans' Championships) (seit 1995, alle 2 Jahre)
- TT-Intercup (seit 1990)

## Motiv
Die Idee für eine ETTU kam 1956 in Tokio auf. Ein Jahr später beschloss die International Table Tennis Federation ITTF, die Tischtennis-Weltmeisterschaften nur noch alle zwei Jahre durchzuführen. Daher könnte man doch in den „Zwischenjahren“ eine Europameisterschaft veranstalten.
Gründungsmitglieder 1957 waren die Länder Belgien, Bundesrepublik Deutschland, Bulgarien, Tschechoslowakei, Deutsche Demokratische Republik, Finnland, Frankreich, Jugoslawien, Luxemburg, Niederlande, Österreich, Portugal, Spanien, Schweden, Sowjetunion, Ungarn und Wales. Erster Präsident wurde Jean Bélot (Frankreich). Zum damaligen Vorstand gehörte auch Jupp Schlaf (Bundesrepublik Deutschland).
1958 wurde die erste Europameisterschaft in Budapest ausgetragen. Beim ETTU-Kongress während der EM 1960 wurde die Organisation neu strukturiert. Präsident, Vizepräsident und ein Sekretär bilden die Geschäftsführung, die von fünf Beisitzern unterstützt wird. Gewählt wurden:
- Präsident: Josef Vandurek (ČSSR)
- Vizepräsident: Jupp Schlaf (Bundesrepublik Deutschland)
- Sekretär: Nancy Evans (Wales)
- Beisitzer: György Lakatos (Ungarn)
- Beisitzer: Zlatko Vejler (Jugoslawien)
- Beisitzer: Franz Lienhart (Österreich)
- Beisitzer: Jean Mercier (Frankreich)
- Beisitzer: Jan P. Scheffer (Niederlande)

Im April 1990 trat Israel der ETTU als Mitglied bei. Ein bereits 1970 gestellter Antrag war damals vom Weltverband ITTF abgelehnt worden.

## Politik
Am 2. März 2022 schloss die ETTU wegen des russischen Krieges gegen die Ukraine alle russischen und belarussischen Athleten und Funktionäre von internationalen Tischtenniswettbewerben aus. Der amtierende russische Präsident Igor Lewitin trat zurück, „um die Integrität des Verbands und das Wohl der Athleten zu schützen“. Auch der belarussische Vize-Präsident Vladimir Samsonov trat zurück. Die Amtsgeschäfte übernahm Pedro Miguel Moura aus Portugal.

## Vorstand
| Jahr | Präsident                                                               | Vizepräsidenten |
| ---- | ----------------------------------------------------------------------- | --- |
| 1957 | Jean Bélot (FRA)                                                        | |
| 1960 | Josef Vandurek (ČSSR)                                                   | Jupp Schlaf (Bundesrepublik Deutschland) |
| 1964 | Jupp Schlaf (Bundesrepublik Deutschland)                                | Vaclav Vebr (ČSSR) |
| 1972 | Jupp Schlaf (Bundesrepublik Deutschland)                                | Josef Nekvasil (ČSSR) |
| 1980 | Jupp Schlaf (Bundesrepublik Deutschland)                                | György Lakatos (HUN) |
| 1982 | György Lakatos (HUN)                                                    | Sven-Olof Hammarlund (SVE) |
| 1986 | Mihovil Kapetanic (JUG)                                                 | |
| 1988 | Mihovil Kapetanic (JUG)                                                 | Ella Zeller-Constantinescu (ROM) |
| 1992 | Hans Wilhelm Gäb (GER)                                                  | Nils Bergström (SVE) Christos Christodoulatos (GRE) Alan Ransome (ENG)                                                                      |
| 1993 | Nils Bergström (SVE)                                                    | Stefano Bosi (ITA) Jean Devys (FRA) Eberhard Schöler (GER) (bis 2012)                                                                       |
| 1995 | Nils Bergström (SVE)                                                    | Pierre Albertini (FRA) (bis 2000) Yuri Posevin (RUS) Alan Ransome (ENG)                                                                     |
| 1997 | Stefano Bosi (ITA) (seit Mai 1997 kommissarisch, im April 1998 gewählt) | |
| 2000 | Stefano Bosi (ITA) (seit Mai 1997 kommissarisch, im April 1998 gewählt) | Claude Bergeret (FRA) |
| 2012 | Stefano Bosi (ITA) (seit Mai 1997 kommissarisch, im April 1998 gewählt) | Jean-Francois Kahn (FRA) Nicolas Endal (CSSR) Ronald Kramer (NLD) Dorte Kronsell (DEN) Aleksandar Matkovic (SRB) Roman Markov (RUS)         |
| 2013 | Ronald Kramer (NED)                                                     | Heike Ahlert (GER) Sonja Grefberg (FIN) Roman Markov (RUS) Nikolas Endal (CSSR) Ozan Cakir (TUR)                                            |
| 2020 | Igor Lewitin (URS)                                                      | Pedro Miguel Moura (POR) Heike Ahlert (GER) Sonja Grefberg (FIN) Wladimir Samsonow (BLR) Ina Jozepsone (LAT) Miguel Vicens (FRA)            |
| 2022 | Pedro Miguel Moura (POR)                                                | Heike Ahlert (GER) Sandra Deaton (ENG) Sonja Grefberg (FIN) Ina Jozepsone (LAT) Miguel Vicens (FRA) Richard Scruton (LUX) Pierre Kass (LUX) |

Von 1960 bis 1984 war Nancy Evans Generalsekretär, ihr Nachfolger wurde der Engländer George Yates.

## ETTU-Mitgliedsverbände
| Verband                 | Gründung | Beitritt ITTF | Anmerkung              |
| ----------------------- | -------- | ------------- | ---------------------- |
| Albanien                |          | 1993          |                        |
| Andorra                 |          | 1999          |                        |
| Armenien                |          | 1993          |                        |
| Aserbaidschan           |          | 1995          |                        |
| Belarus                 |          | 1993          |                        |
| Belgien                 | 1931     | 1931          |                        |
| Bosnien und Herzegowina |          | 1993          |                        |
| Bulgarien               | 1950     | 1950          |                        |
| Dänemark                |          | 1926          | Wiedergründung 1943    |
| Deutschland             | 1926     | 1926          | Wiederaufnahme 1958/59 |
| England                 | 1921     | 1926          |                        |
| Estland                 |          | 1993          |                        |
| Färöer                  |          | 1974          |                        |
| Finnland                | 1946     | 1946          |                        |
| Frankreich              | 1927     | 1928          |                        |
| Georgien                |          | 1993          |                        |
| Gibraltar               |          | 1995          |                        |
| Griechenland            | 1948     | 1948          |                        |
| Grönland                | 1984     | 1995          |                        |
| Guernsey                | 1921     | 1953          |                        |
| Irland                  | 1929     | 1929          |                        |
| Island                  |          | 1973          |                        |
| Isle of Man             |          | 1986          |                        |
| Israel                  | 1936     | 1935          |                        |
| Italien                 | 1948     | 1947          |                        |
| Jersey                  | 1923     | 1935          |                        |
| Kosovo                  |          | 2003          |                        |
| Kroatien                |          | 1993          |                        |
| Lettland                | 1927     | 1928          |                        |
| Liechtenstein           |          | 1988          |                        |
| Litauen                 | 1928     | 1929          |                        |
| Luxemburg               | 1936     | 1937          |                        |
| Malta                   |          | 1956          |                        |
| Mazedonien              |          | 1993          |                        |
| Moldau                  |          | 1996          |                        |
| Monaco                  |          | 2002          |                        |
| Montenegro              |          | 2004          |                        |
| Niederlande             | 1933     | 1933          |                        |
| Norwegen                | 1946     | 1946          |                        |
| Österreich              | 1923     | 1926          |                        |
| Polen                   | 1930     | 1930          |                        |
| Portugal                | 1944     | 1946          |                        |
| Rumänien                | 1928     | 1928          |                        |
| Russland                |          | 1953          |                        |
| San Marino              |          | 1983          |                        |
| Schottland              | 1936     | 1936          |                        |
| Schweden                | 1926     | 1926          |                        |
| Schweiz                 | 1931     | 1931          |                        |
| Serbien                 |          | 1928          |                        |
| Slowakei                |          | 1926          |                        |
| Slowenien               |          | 1993          |                        |
| Spanien                 | 1949     | 1949          |                        |
| Tschechien              | 1925     | 1926          |                        |
| Türkei                  | 1956     | 1956          |                        |
| Ukraine                 |          | 1993          |                        |
| Ungarn                  | 1924     | 1926          |                        |
| Wales                   | 1921     | 1926          |                        |
| Zypern                  |          | 1972          |                        |

| Verband     | Gründung | Beitritt ITTF | Austritt ITTF | Anmerkung |
| ----------- | -------- | ------------- | ------------- | --------- |
| DDR         | 1948     | 1958          | 1990          |           |
| Jugoslawien | 1928     | 1928          |               |           |
| Saarland    |          | 1953          | 1956          |           |
| Sowjetunion | 1951     | 1953          |               |           |